# Krypts
Krypts ist eine finnische Death-Doom- und Death-Metal-Band aus Helsinki, die 2008 gegründet wurde.

## Geschichte
Die Band wurde im Jahr 2008 gegründet, wobei drei der Mitglieder sich bereits aus einer vorherigen Band namens Self-Hate kannten, die wiederum 2003 gegründet worden war. 2009 erschien ein erstes Demo namens Open the Crypt, das im Frühling des Jahres im Schlafzimmer des Schlagzeugers Otso Ukkonen aufgenommen worden war. Durch das Demo wurde Detest Records auf die Band aufmerksam, worüber 2011 eine selbstbetitelte EP erschien. Im Februar 2012 erschien über Dark Descent Records das Debütalbum Unending Degradation. Zu dem Lied Beneath the Archaic wurde zudem ein Musikvideo erstellt.

## Stil
Alfonso Perez von voicesfromthedarkside.de befand, dass die Band schon fast Doom-Metal-artigen Death Metal spielt, dem eine böse und hypnotische Atmosphäre innewohne. Im Interview mit ihm gab Antti Kotiranta an, dass die Mitglieder anfänglich durch die Computerspielreihe Doom sowie Horrorliteratur und Horrorfilme zur Musik passenden Atmosphäre bewogen wurden und später durch Gruppen wie Metallica, Slayer, Down und Sentenced zur Musik selbst gebracht worden seien. Patrick Olbrich von Metal.de schrieb in seiner Rezension zu Unending Degradation, dass hierauf Death Metal im Old-School-Stil enthalten ist, der authentisch und geradlinig wirke. Jedoch würde eine Band wie Bastard Priest dabei einen besseren Klang kreieren. Der Gruppe gelinge es „eine morbide Atmosphäre aus Altertümlichkeit und Perversion“ zu erschaffen. Auch bemühe sich die Gruppe in einem gewissen Maß um Abwechslung. Im Interview mit Andreas Schiffmann vom Rock Hard meinte Kotiranta, dass Remnants of Expansion Entropie als eines der zentralen Themen hat. Die Texte für ihre Songs würden spontan entstehen und würden kaum nachbearbeitet werden. In derselben Ausgabe rezensierte Andreas Schiffmann das Album und bezeichnete die Musik als zähen und raumgreifenden Death Doom. Allerdings sei das Album weder wütend noch verzweifelt oder dissonant. Vielmehr habe die Band „sich eingerichtet in ihrer negativen Weltdeutung, ihre Misanthropie ist eine Salonpose, die einem am Kaminfeuer nichts abverlangt, aber das gute Gefühl gibt, auf der richtigen Seite zu stehen“.

## Diskografie
- 2009: Open the Crypt (Demo, Eigenveröffentlichung)
- 2011: Krypts (EP, Detest Records)
- 2013: Unending Degradation (Album, Dark Descent Records)
- 2016: Remnants of Expansion (Album, Dark Descent Records)